# Katerina Janouch
Katerina Janouch, rozená Kateřina Janouchová (* 22. února 1964 v Praze) je švédsky publikující spisovatelka a novinářka česko-ruského původu, autorka literatury se sexuologickou tematikou. V lednu 2008 byla hostem pořadu "Uvolněte se, prosím" moderátora Jana Krause.

## Biografie
Dcera disidenta Františka Janoucha, jaderného fyzika a pozdějšího zakladatele Nadace Charty 77, a jeho ženy, bioložky Ady Kolmanové. Žije od svých deseti let ve Stockholmu, kde se její otec usadil po vypovězení z Československa v roce 1974.
Jako redaktorka, nebo samostatná novinářka pracovala a pracuje pro Mitt Livs Novell, Vecko-Revyn, švédské vydání Elle a další. Populární je její stálá rubrika o otázkách sexu v Expressen.
Její knihy, psané a vydané ve švédštině, vyšly i v jiných jazycích. Překládá také z češtiny.
Je podruhé rozvedená. S manželem Robertem Bohmanem, scénografem, vychovávají pět dětí (tj. čtyři syny a jednu dceru). Problémy s jeho závislostí na alkoholu a kokainu, a jak z ní společně hledali cestu ven, publicisticky zpracovala mj. ve dvou ze svých knih.
Od roku 2008 je členkou poradního výboru organizace Sector3, zabývající se úlohou neziskových organizací a jejich přínosem pro společnost.
V září 2022 byla ve Švédsku odsouzena za pomluvu, které se měla dopustit v březnu 2020, a to po sporu týkajícího se školního divadelního představení na téma náboženství.

## Dílo

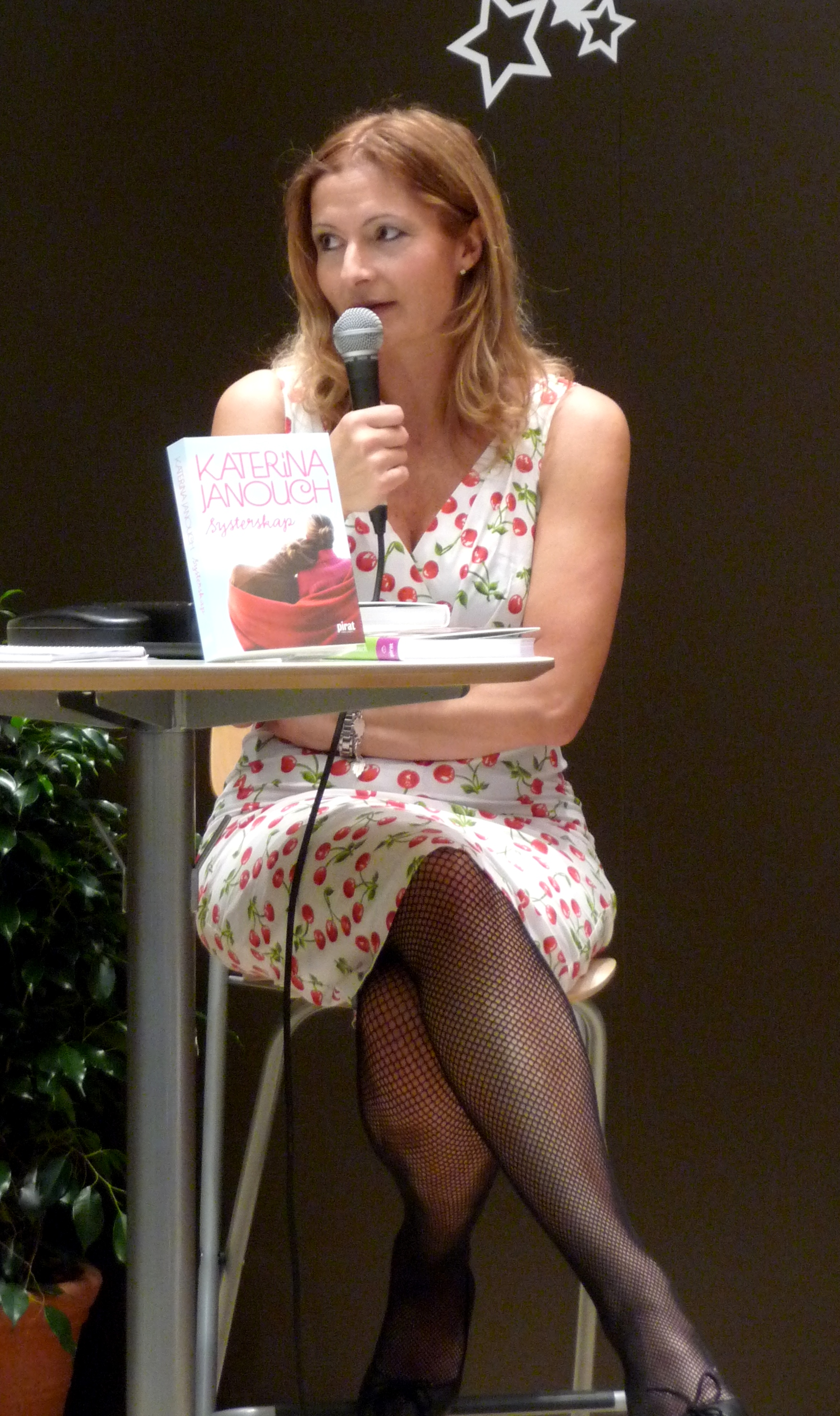
Katerina Janouch.

### Překlady
- Ivan Klíma: Det här är ingen saga – Askelin & Hägglund, 1982
- Karel & Ivan Kyncl: Efter var kommer vinter – Askelin & Hägglund, Charta 77 stiftelsen, Stockholm 1983, ISBN 91-7684-035-2

### Film, TV
- Kärlekens språk – jako herečka v roli sexuoložky, 2004
- Bettina S. – TV seriál, epizoda č.3/17, vystupuje jako ona sama, 2005

### články, rozhovory, recenze
- Rozhovor se spisovatelkou Kateřinou Janouchovou, Lucie Johnová, 7.9.2005, feminismus.cz
- Kateřina Janouchová: Žiju ve Švédsku, ale pořád čtu ráda česky, Jana Klusáková, 25.9.2005, ČRo 1
- Kateřina Janouchová - jak se žije, píší knížky a vychovávají děti ve Švédsku, Stáňa Lekešová, Sama doma, 29.9.2005, ČT1
- Ženy alkoholiků žijí v pekle, říká Janouchová, Alice Horáčková, 19.10.2005, MF Dnes
- Příručkový román o životě se závislými, Vilém Faltýnek, 5.2.2006, ČRo
- Sex ve městě podle Kateřiny Janouchové, Jarmila Kovaříková, 21.4.2006, Lidové noviny